# Котуй
Котуй (у верхів'ї також відома як Сейсі ) — річка у Східному Сибіру, на Крайній Півночі Росії, протікає по території Таймирського Долгано-Ненецького та Евенкійського районів Красноярського краю. Зливаючись із лівою складовою, річкою Хета, утворює річку Хатанга (за даними Державного водного реєстру Росії, є складовою частиною річки Хатанга ). Належить до водного басейну моря Лаптєвих.

## Географія
Бере свій початок на схилах плато Путорана (Середньосибірське плоскогір'я). У верхів'ях Котуй тече на південний схід, оперізуючи весь південь півостріва Таймир, протікає через озера Харпіна та Дюпкун. Потім, після впадання річки Воєволі-Хан, повертає на північний схід. У пониззі Котуй тече по Північно-Сибірській низовині. Зливається з річкою Хета поблизу селища Хрести.
Довжина річки — 1409 км, від витоку Мойєро до гирла Котуй — 1437 км, а від витоку Котуй до гирла Хатанги — 1636 км. Площа басейну — 176 000 км².

## Гідрологія
Живлення річки змішане, з переважанням снігового. Швидкість течії — 0,6-1,1 м/с, Замерзає в кінці вересня — початку жовтня, розкривається в кінці травня — початку червня.

## Притоки
Річка Котуй приймає близько двох десятків приток, довжиною 100 км і більше. Найбільші із них (від витоку до гирла):
| Назва притоки | Довжина,(км) | Площа водозбірного басейну,(км²) | Відстань від гирла Котуя (Хатанги),(км) | Витрата води,(м³/с) |
| ------------- | ------------ | -------------------------------- | --------------------------------------- | ------------------- |
| ← Воєволі-Хан | 184          | 11 600                           | 965 (1192)                              |                     |
| → Чангада     | 320          | 11 100                           | 757 (984)                               |                     |
| ← Мойєро      | 825          | 30 900                           | 612 (839)                               |                     |
| →Тукалаан     | 270          | 8 160                            | 572 (799)                               |                     |
| ← Аганилі     | 202          | 6 480                            | 550 (777)                               |                     |
| ← Котуйкан    | 447          | 24 300                           | 234 (461)                               |                     |
| ← Ерієчка     | 262          | 7 250                            | 102 (329)                               |                     |
| →Сабида       | 257          | 5 320                            | 15 (242)                                |                     |
| →Хета         | 604          | 100 000                          | 0 (227)                                 | 1 370               |

## Галерея
| Скелі на річці Котуй | Катер на повітряній подушці «Хивус-10» | Пороги на річці Котуй |